# 小行星9514
小行星9514（9514 Deineka）是一颗绕太阳运转的小行星，为主小行星带小行星。该小行星于1973年9月27日发现。

## 轨道参数
小行星9514的轨道半长轴为2.3294831 UA，离心率为0.259。